# Alain Bettagno
Alain Bettagno, né le 9 novembre 1968 à Liège, est un joueur de football belge, devenu entraîneur après avoir arrêté sa carrière.

## Carrière
Alain Bettagno fait ses débuts dans l'équipe première du RFC Seraing au milieu des années 1980, alors que le club évolue en deuxième division. Il devient rapidement un des joueurs les plus importants de l'équipe, et en 1988, il signe un contrat de trois ans au FC Bruges.
Arrivé à 19 ans dans une équipe qui venait de remporter le titre de champion de Belgique, Bettagno n'a pas beaucoup d'occasions pour jouer, l'entraîneur Henk Houwaart lui préférant le plus souvent Yves Audoor. Néanmoins, il entre à 10 minutes de la fin d'un match du premier tour de la Coupe des Champions 1989 contre Brøndby IF, et quelques instants plus tard il inscrit le but de la qualification. Malheureusement pour lui, sa saison est écourtée par une grave blessure au genou. Placé sur une voie de garage, il décide de quitter la Venise du Nord. Le Standard de Liège offre une somme importante pour faire venir le jeune joueur, et le transfert est rapidement conclu.
Alain Bettagno arrive au Standard toujours convalescent, mais le club place beaucoup d'espoir en lui, et compte sur l'entraîneur Georg Kessler pour faciliter son éclosion au plus haut niveau. Sur le flanc droit, il forme un duo redoutable avec Régis Genaux, mais il est également souvent blessé, ce qui lui vaut une réputation de joueur fragile. Après être passé deux saisons tout près du titre, il est blessé pour la finale de la Coupe de Belgique 1993, remportée par le Standard. 
Le 17 décembre 1994, il est appelé pour la première fois en équipe nationale par Paul Van Himst pour un match de qualifications pour l'Euro 96. Il joue une seconde fois le 23 août 1995 lors du match amical contre l'Allemagne, organisé pour le centenaire de la Fédération belge.
En 1996, le Standard absorbe Seraing, le premier club de Bettagno, et de nombreux joueurs viennent grossir le noyau. Au même moment, certains cadres de l'équipe, comme Marc Wilmots ou Philippe Léonard, quittent le club pour l'étranger. Alain Bettagno imite ses désormais ex-coéquipiers, et signe au FC Linz, en Autriche.
Après une saison en demi-teinte durant laquelle il joue peu, Alain Bettagno quitte le club, et signe au FC Gueugnon, club de Division 2 en France. Lors de sa première saison, il est plus souvent remplaçant, mais la saison suivante, il devient incontournable au milieu du terrain. Il inscrit 10 buts pour le club français, qui ne parvient néanmoins pas à revenir en Division 1.
En 1999, il décide de revenir en Belgique, et signe à La Louvière, en Division 2. Le club retrouve la première division grâce à une victoire lors du tour final, mais Bettagno préfère rester en D2, et quitte le club pour le RFC Liège. Après Seraing et le Standard, il joue donc dans un troisième club de la Cité Ardente. Il est souvent blessé, mais il apporte son expérience aux jeunes joueurs de l'équipe, dont par exemple Luigi Pieroni. En juillet 2001, il rejoint le Royal Cercle Sportif Verviétois, en Promotion. Un an plus tard, il met un terme à sa carrière de joueur professionnel, et décide de se reconvertir comme entraîneur.
Le mercredi 26 décembre 2018, il participe à l'émission | titre = Les Z'amours sur 
| chaîne = France 2, animé par | présentateur = Bruno Guillon

## Palmarès
- 1 fois vainqueur du Tour final de D2 belge en 2000 avec La Louvière.